# Rookie
Rookie er i mange nordamerikanske sportsgrene betegnelsen for en spiller, der endnu ikke har afsluttet sit første år på det pågældende sportslige niveau. Ordet bruges i engelsktalende lande også mere generelt om nyligt startede (og derfor uerfarne) personer i diverse professioner.
Ifølge Oxford English Dictionary og Merriam-Webster Online Dictionary er ordet muligvis en forvanskning af det engelske ord recruit (dansk: rekrut). Den tidligste brug af udtrykket i litterær sammenhæng stammer fra Rudyard Kiplings Barrack-Room Ballads (udgivet 1892), hvor ordet betyder en rå rekrut i den britiske hær.
I mange nordamerikanske sportsgrene – som for eksempel baseball, amerikansk fodbold, basketball og hockey – uddeles der hvert år en pris, Rookie of the Year, til årets bedste rookie.

## Major League Baseball
I Major League Baseball (MLB) betragtes en spiller som rookie, hvis han, før den pågældende sæson begynder, opfylder begge af de følgende to kriterier:
- Spilleren har haft færre end 130 at bats og pitchet færre end 50 innings i MLB.
- Spilleren har været færre end 45 dage på et MLB-holds aktive holdliste (her ses bort fra tid brugt på skadeslisten samt tid efter 1. september, hvor holdlisterne udvides resten af sæsonen).

De seneste år har et øget antal japanske baseballspillere fået deres debut i Major League Baseball efter at have spillet mange år i deres hjemland. Ifølge de officielle regler betragtes disse spillere dog stadig som rookies i deres første år i ligaen. Indtil videre har tre japanere vundet titlen som Rookie of the Year i MLB (Hideo Nomo i 1995, Kazuhiro Sasaki i 2000 og Ichiro Suzuki i 2001).

## National Hockey League
I National Hockey League (NHL) betragtes en spiller som rookie til og med den sæson hvori han spiller sin 25. NHL-kamp. Han kan således i teorien betragtes som rookie i 25 sæsoner såfremt han kun spiller én NHL-kamp om året! Årets rookie vinder det såkaldte Calder Memorial Trophy. Dog skal spilleren foruden at opfylde ovenstående krav også være under 26 år gammel for at komme i betragtning til trofæet. Aldersbegrænsningen blev indført efter at trofæet i 1990 blev vundet af den på det tidspunkt 31-årige Sergei Makarov. Makarov havde først i en relativ sen alder fået lov til at forlade Sovjetunionen for at spille i NHL.